# Mònica Martínez Bravo
Mònica Martínez Bravo (Barcelona, 1982) es una economista y política española, actual consejera de Derechos Sociales e Inclusión de la Generalidad de Cataluña. Entre enero y agosto de 2024, fue secretaria general de Inclusión del Gobierno de España. 
Es doctora en Economía por el Instituto de Tecnología de Massachusetts y licenciada  en Ciencias Económicas por la Universidad Pompeu Fabra. Es miembro del Centro de Estudios Monetarios y Financieros.

## Formación y trayectoria
Estudió Economía en la Universidad Pompeu Fabra (2004) y obtuvo el doctorado en Economía en el Massachusetts Institute of Technology (MIT) (2010). Ha sido profesora en el Centro de Estudios Monetarios y Financieros (2013-en excedencia), profesora en la Universidad Johns Hopkins (2010-2012) y profesora visitante en el Massachusetts Institute of Technology.
Entre 2021 y 2023 fue investigadora principal y coordinadora científica del equipo de investigadores que apoya al Ministerio de Inclusión, Seguridad Social y Migraciones en la evaluación de los itinerarios de inclusión asociados al Ingreso Mínimo Vital. En enero de 2024, fue nombrada secretaria general de Inclusión en el Gobierno de España hasta agosto del mismo año, cuando fue designada consejera de Derechos Sociales e Inclusión por el presidente de la Generalidad, Salvador Illa.